# Wróżka (literatura)

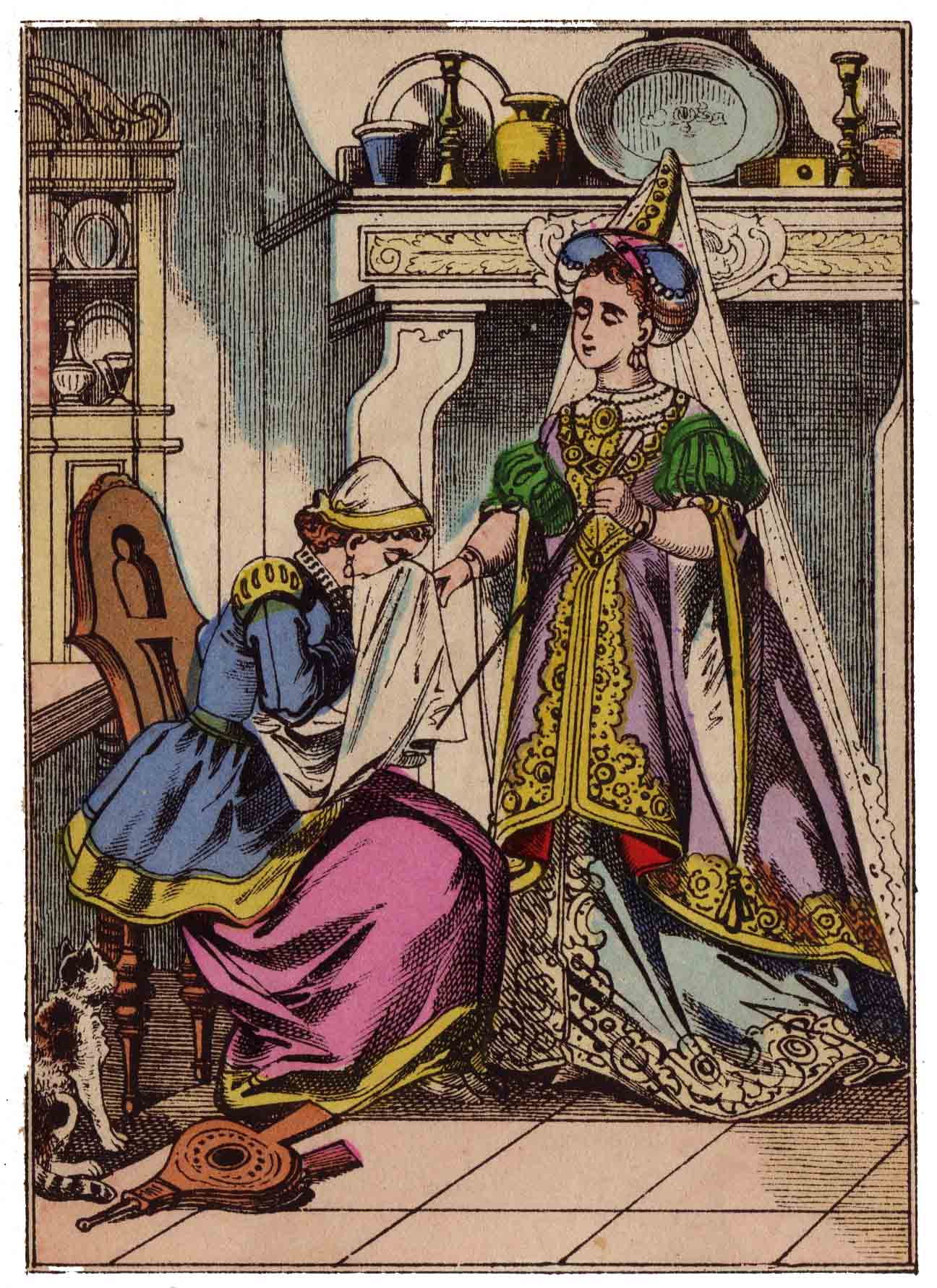
Ilustracja do baśni Kopciuszek: bohaterka z wróżką – matką chrzestną

Wróżka – w baśniach oraz literaturze dla dzieci osoba płci żeńskiej mająca moc czynienia czarów. Wróżka jest najczęściej przedstawiana jako istota dobra i opiekuńcza, choć niekiedy może też rzucać czary szkodzące bohaterom opowieści (jak np. wróżka niezaproszona na chrzest Śpiącej Królewny). W wielu opowieściach jest również czyjąś matką chrzestną.

## Wróżki w literaturze i filmie
- wróżka pomagająca Kopciuszkowi[1],
- wróżki przybywające na chrzest Śpiącej Królewny (znana disneyowska adaptacja filmowa)[1],
- Wróżka o Błękitnych Włosach (wł. La Fata dai Capelli Turchini) – postać z powieści Pinokio Carla Collodiego (w disneyowskiej adaptacji filmowej pojawia się jako Błękitna Wróżka)[1],
- Wróżka Chrzestna (ang. Fairy Godmother) – postać z filmu Shrek 2,
- Wróżki w filmach z serii Barbie i Klub Winx.